# البلاسنة (جبلة)

تعديل مصدري - تعديل

البلاسنة محلة تابعة لقرية اكمة الرهيش، التابعة لعزلة الاصابح بمديرية جبلة إحدى مديريات محافظة إب في الجمهورية اليمنية، بلغ تعداد سكانها 100 حسب تعداد اليمن لعام 2004.